# Residual Current Monitor
Ein Differenzstrommessgerät (engl. Residual Current Monitor; RCM) überwacht den Differenzstrom in elektrischen Anlagen.
Dieser Strom errechnet sich aus der Summe der Ströme aller Leiter außer dem Schutzleiter (PE), die in die Anlage führen.
Differenzströme können beispielsweise als Folge von Isolationsfehlern auftreten.
Während RCD (Differenzstromschutzgeräte, beispielsweise Fehlerstromschutzschalter oder eine modular aufgebaute Lösung) beim Überschreiten eines bestimmten Differenzstroms die Spannungsversorgung abschalten, zeigen RCM nur den aktuellen Wert und melden ggf. über Meldekontakte die Überschreitung eines kritischen Wertes.
Diese Meldung kann auch zum Abschalten der Spannungsversorgung über externe Schalteinrichtungen (Schütze, Relais) benutzt werden.
In der Regel wird ein RCM dazu benutzt, noch vor dem Erreichen der Abschaltschwelle eines RCD dem Anwender eine Meldung zu geben, dass in der Anlage Fehler vorliegen. Somit können bei sich langsam verschlechternden Werten, etwa durch alternde Isolierungen, Maßnahmen ergriffen werden, bevor die Anlage abgeschaltet wird. Da der Differenzstrom ein Abbild des Isolationswiderstandes ist, können innerhalb ortsfester elektrischer Anlagen und Betriebsmittel Differenzstrom-Überwachungssysteme permanent eine selektive Isolationsverschlechterung erkennen. Diese Verschlechterung führt zu einer messbaren Veränderung im Differenzstrom der Anlage, durch die es zu kritischen Veränderungen im System kommen kann. Auf diese Weise werden nicht nur Fehlerströme in der Entstehungsphase erkannt, sondern auch Überlastungen von N-Leitern werden frühzeitig angezeigt.

## Anwendung
Differenzstrom-Überwachungsgeräte erfassen zuverlässig Fehler- sowie Differenzströme und melden diese, ohne die Anlage abzuschalten. Sie werden meist eingesetzt, wenn ein Abschalten der Anlage vermieden werden soll. Typische Anlagen sind Produktionsanlagen, Rechenzentren, feuergefährdete Betriebsstätten. Differenzstrom-Überwachungsgeräten ermöglichen das Monitoring von
- brandgefährlichen Strömen
- vagabundierenden Strömen[3]
- N-PE-Brücken
- Überlastung von N-Leitern durch harmonische Oberschwingungen
- Überwachung der Differenzströme ortsfester elektrischer Anlagen und Betriebsmittel zur Ermittlung praxisgerechter Prüffristen gemäß Unfallverhütungsvorschrift DGUV V3 und Betriebssicherheitsverordnung BetrSichV

## Normen
- IEC 62020-1:2020, "Electrical accessories - Residual current monitors (RCMs) - Part 1: RCMs for household and similar uses"
- IEC 60755:2017, "General safety requirements for residual current operated protective devices"